# 公共性の構造転換
『公共性の構造転換』(Strukturwandel der Öffentlichkeit)とはドイツの哲学者ユルゲン・ハーバーマスによる公共性理論の著作である。ドイツ語の原著は1962年刊。

## 概要
政治は常に公共性において営まれ、あるいは論じられる。政治とは公共性であり、公共事業や公務員はすべて公益を実現するものであり、政治は安全保障からインフラストラクチャーの整備、環境政策などの公共政策を決定するものと考えられる。そこにはそもそも公共性とは何かという問題が認められる。ハーバーマスは本書でこの問題を取り扱っており、序言の言葉を借りればこれは「市民的公共性」という類型に関する研究となっている。本書で採用されている方法は社会学と歴史学の方法を総合したものとなっている。つまり、市民的な公共性の構造がどのように成立し、どのように変容しているかを明らかにしようと試みている。本書は内容は第1章序論、第2章公共性の社会的構造、第3章公共性の政治的機能、第4章市民的公共性、第5章公共性の社会的構造変化、第6章公共性の政治的機能変化、第7章公論の概念のために、以上から成り立っている。

## 内容

### 公共性の歴史
ヨーロッパで16世紀以後に絶対主義時代になると、近代的な公的生活圏と私的生活圏が分離した。国家が公的なものであり、国家ではないものが私的なものとの観念が成立した。国家において行政府、司法府、立法府の分化が進み、それらが公的なものとなり、王侯の私的家産と公的予算は分離していたために官僚制や常備軍の背景となった。つまり公私の相違は国家と社会の境界性にあったのであり、ハーバーマスは公共性の起源を私的領域にあると考えている。
後に市民社会が出現すると、社会的地位に関係ない社交性や民衆による討議、万人が討論に参加することの可能性などに特徴付けられる市民的公共性がもたらされた。市民的公共性では論証以外のあらゆる権威を認めなかった。参加者は相互に論証による説得を受け入れることで、さまざまな問題を争点化することができた。しかし市民的公共性はその矛盾として社会階級の利害が討議の前提となっており、夜警国家だった。
無産階級との階級闘争を経ながらも、公共性は階級的疎外を縮小させる政治制度を発展させた。そして無産者が公衆として討論に参加できるようになれば、無産者大衆にも公共性は開かれたものとなったためにそれが反映されるようになった。19世紀の中ごろになると、公共性は無産者にも開かれたために国家の社会への積極的介入が要請されるようになった。しかしこれは市民的公共性にとって新たな問題を引き起こすことに繋がった。

### 崩壊する公共性
19世紀までは国家と社会は分離していたために市民的公共性は国家から自律していた。だが19世紀に労働組合と労働者政党が組織され、また参政権の下方拡大が実現されると、多くの労働者の代表が議員となる。労働者政党は貧困からの解放を掲げ、社会権の確立を目的とする政策実現を進めたために、20世紀には労働法、社会保障法により福祉国家を実現した。これは市民的公共性に大きな変化をもたらすことになり、人びとは行政サービスの受益者となったために批判的理性を以って政府に主体的に向き合うことができなくなった。公共性への参加の自由は受益と消費の自由に変容してしまったのである。
政治過程では大衆に対して社会集団、政党、行政機構、報道機関が働きかけており、本来の公共的論議よりも、大衆の感情や利益に働きかけることによって民主政治での多数派の支持を得ることが可能となる。そうなればハーバーマスは公共性の本質である議会の機能も喪失し、議会は討論ではなく利害調整の場になると指摘する。市民的公共性においては議員は国民全体を代表するものとされていたが、大衆デモクラシーの下では政党の支持母体に命令される対象となる。議会の討論は論理的な説得ではなく有権者に向けた示威や印象を与えるための劇場となる。参政権の拡大は結果的に批判的な審議能力の低下をもたらしたのである。

### 公共性の再生
ハーバーマスは公共性の再生を模索しており、福祉国家の成立の公共性の傾向を示している。それは企業や圧力団体、官僚などの集団間にみられる構造的利害対立や、官僚的決定の操作的な広報活動である。しかし理性的な市民的公共性を持続させるかぎり福祉国家は政治的に機能する公共性が必要である。そこでハーバーマスは諸集団の均衡とまたその組織の内部において公共性を確立することを提案している。つまり諸集団を通じた公共的な意志疎通と批判に参加させることを目指したのである。1989年の東欧革命を経た後にはハーバーマスは自発的なアソシエーションにも可能性を見出している。